# Истахр
Истахр (средњоперсијски: Стахр, персијски: استخر‎ Естахр) је био древни град у провинцији Фарс, пет километара (три миље) северно од Персеполиса на југозападу Ирана. Цветао је као главни град персијских владара Фратараке и  краљева Персиса од трећег века пре нове ере до почетка 3. века нове ере. Врхунац је достигао у доба Сасанидског царства (224-651. г.) и био је родни град Сасанидске династије. Истахр је кратко служио као прва престоница Сасанидског царства од 224. до 226. године, а затим као главни град, регион и верски центар сасанидске провинције Парс. Током арапског освајања Ирана, Истахр је био препознат по снажном отпору, што је резултирало смрћу многих његових становника. Истахр је остао упориште зороастризма дуго након освајања и остао је релативно важан у раној исламској ери. Постепено је пропао након оснивања оближњег Шираза, пре него што је уништен и напуштен под Бујидима. Иако је био упорно истраживан од стране Ернста Херзфелда и тима са Универзитета у Чикагу у првој половини 20. века, велики део сасанидског Истахра остаје неистражен.

## Етимологија
"Истахр" (такође се пише Естахр) је новоперсијски облик средњоперсијског Стахр (такође се пише Стакср), а верује се да значи "јако (упроиште)". Према иранологу Ернсту Херзфелду, који је своје аргументе темељио на кованицама персијских гувернера Фратарака и краљева Персиса, средњоперсијска реч заузврат потиче од староперсијског *Парса-стакра ("упориште Парса"), захваљујући затварању везе са оближњом платформом Персеполиса. Херзфелд је арамејске знаке "ПР БР" уписао на ове кованице као скраћеницу од арамејског прсʾ биртʾ ("тврђава Парса"), што заузврат може бити еквивалент горе поменутим староперсијским речима. Скраћеница „СТ“, која означава Истахр, такође се појављује на сасанидским кованицама.  Истахр је потврђен у Сирији као Истахр, а на јерменском као Стахр.  Вероватно се у Талмуду појављује као Истахар.

## Географија
Истахр се налази у иранској југозападној провинцији Фарс, у историји познат као Парса (староперсијски), Парс (средњоперсијски) и Персис (грчки), одакле потиче израз Персија. Лежи у долини реке Полвар, између Кух е Рахмата и Накше Ростама, где се долина реке Полвар отвара у равницу Марвдашт. Ова равница се протеже у близини платформе Персеполиса.

## Историја
[[Датотека:Новчић од Ардашира (Артакеркес), фратарака из Перисиса, рана-средина 3. века пре нове ере. Кованица кована у Истахру. Ардашир носи бркове, минђуше и сатрапалски покривач (кјрбасиа). Ардашир који стоји испред храма ватре Ахура Мазда, обично смјештен на другој страни храма.]]

### Рана историја
По свему судећи, оно што је постао Истахр првобитно је у почетку био део насеља која су окруживала краљевске резиденције Ахеменида. Његов религијски значај као Зороастријски центар означен је већ у IV веку пре нове ере за време владавине краља Ахеменида Артаксекса II (владао 404-358).Током своје владавине наредио је изградњу статуе Анахида и храма у близини онога што ће постати Истахр. Овај храм се може идентификовати са рушевинама храма које је географ Ел Масуди из 10. века споменуо као лоциран  један парасанг из Истахра. Према Иранологу Мeри Бојс, рушевине овог храма вероватно су припадале првобитној згради Ахименида, коју су уништили и опљачкали Македонци током своје инвазије под водством Александра Великог (владао 336–323). Оснивање Истахра као посебног града десило се врло брзо након што је Александар опустошио оближњи Персеполис. Изгледа да је велики део персепољске цигле коришћен за изградњу Истахра.

### Фратарака и краљеви Персије
Када је Селеук I (владао 305–280) умро 280. године пре нове ере, локални Персијанци су почели да потврђују своју независност. Чини се да је центар отпора био Истахр, који је са околним брдима пружао бољу заштиту у односу на оближњу бившу церемонијалну престоницу Ахеменида, Персеполис. Даље, важан пут, познат као "зимски пут", протезао се преко Истахра, који води од Персиса до Исфахана преко Пасаргада и Абада. Језгро града Истахра налазило се на јужној и источној страни реке Полвар. Цветао је као главни град персијских владара Фратараке и  краљева Персиса од 3. века пре нове ере до почетка 3. века нове ере.
Сасан, истоимени предак касније династије Сасаниса, потицао се из Истахра и првобитно је био управник важног Анахидиног храма у граду. Према традицији, Сасан се оженио женом из династије Базранги, која је почетком 3. века владала у Истахру као партски вазали. Године 205/6. Сасанов син Папак свргнуо је Гочихра, владара Истахра.  Заузврат, Папакови синови, Шапур и Ардасхир V, владали су као последња два персијска краља.

### Сасанидско царство
Године 224., Ардашир V од Персиса основао је Сасанидско царство и постао познат под владарским именом Ардашир I (владао 224–242). Бојси каже да је храм, који су Македонци уништили вековима раније, обновљен под Сасанидима. Она додаје да је према Ел Масудију, који је своје записе заснивао на традицији, храм "првобитно био" храм идола "који је Хомај, легендарни претходник династије Ахеменида, претворио у храм ватре" . Изгледа да је у раном сасанидском периоду, или можда мало пре тога, зороастријски иконокластички покрет довео до тога да је култна слика Анахида замењена светом ватром. Ел Масуди је ову свету ватру идентификовао као "један од најпоштиванијих зороастријских пожара". Идентификација овог храма у Истахру са Анахидом је трајала, а Ел Табари (умро 923.) изјавио је да је познат као "кућа Анахидове ватре".
Утицајни зороастријски свештеник Картир, између осталог, именован је управником (падикшај) „ватре (огњишта) у Стахру од Анахид Ардашира и Анахид Госпа“ (адур и анахид ардакшир уд анахид и бануг) од Бахрама II (владао 274–293). Бојс напомиње да је, с обзиром на Картир-ов високи статус, именовање ових места значило да су храмови свете ватре у Истахру били веома поштовани.
Истахр је достигао врхунац током сасанидске ере, служећи као главни град, регион и верски центар сасанидске провинције Парс. У средишту велике економске активности, Истахр је био домаћин важне сасанидске ковнице, скраћене с почетним словима „СТ“ (Стакр) која је производила кованице од владавине Бахрама V (владао 420-438) до пада династије, као и Сасанидска краљевска ризница (гањ и шахиган). Ова ризница се често спомиње у Денкарду и Мадајан и хазар дадестану.  У ризници се такође налазио један од ограничених примерака Велике Авесте, вероватно један од истих примерака из којих потиче савремени авестански рукопис.

### Арапска освајања и калифати
За време муслиманског освајања Парса, као дела арапског освајања Ирана, окупатори су прво основали седиште у Бејзи. Грађани Истахра одлучно су се одупирали Арапима.  Први покушај, 640. године, који је водио Ел Ала Ел Хадрами, био је потпуни неуспех. Године 643. Арапи су извели нови поход који су водили Абу Муса ел Ашари и Осман ибн Абу ел Ас што је присилило Истахр да се преда. Људи из Истахра, међутим, брзо су се побунили и убили арапског гувернера који је тамо постављен. Године 648/9, генерал Абдалах ибн Амир, гувернер Басре, извео је још једну кампању која је поново присилила Истахр да се преда након тешких борби. Сузбијање накнадних побуна резултирало је смрћу многих Персијанаца. Међутим, немирни људи из Истахра још једном су се побунили, што је Арапе нагнало да покрену још једну кампању против Истахра, 649. Ова последња кампања поново је резултирала смрћу многих њених становника. Истахрова сасанидска тврђава, која се налази на „најисточнијем делу Марвдашта“, постала је место последњег отпора арапском освајању Парса.
Истахр је остао упориште зороастризма дуго након пада Сасанида. Много арапско-сасанидских кованица и реформисаних омејадских кованица ковано је у Истахру током периода Омајада и Абасида. Истахр је остао "прилично важно место" у раном исламском периоду. Било је то место важне тврђаве, која је у исламско време, "као што је било сумњиво раније", често функционисала као ризница градских владара.  Тврђава је позната под различитим називима као Кал е је Естахр ("Замак Естахр") или Естахр Јар ("Пријатељ Естахра"). Под Омејадским калифатом, у дворцу су често боравили гувернери; на пример, Зијад ибн Абих дуго је боравио у дворцу Истахр током своје борбе против калифа Муавије I (владао 661–680).
Након успона Абасида, политички центар Фарса постепено се премештао у Шираз. То је доста допринело пропадању Истахра. Међутим, град се још увек помиње у ратовима између Сафарида и калифових гувернера у Фарсу. 11. априла 890., сафаридски владар Амр ибн ел Лајт (владао 879-901) победио је калифовог намесника Мусу Муфлехија у Истахру. Према иранологу Адријану Давиду Хугху Бивару, последњи новчић приписан Истахру је новчић који су Дулафиди наводно ковали 895/6.

### Бујиди и Селџуци
Ово подручје је постало део Бујида у првој половини 10. века. На прелазу миленијума многи  путописци и географи су писали о Истахру. Средином 10. века путописац Истахри (који је био родом из овог места), описао га је као град средње величине. Ел Макдиси, пишући неких тридесет година касније, 985., похвалио је мост преко реке у Истахру и његов „фини парк“. Такође је приметио да је главна џамија у граду украшена капителима са биковима на себи. Према Бојци и Стречу и Милесу, ова џамија је првобитно била исти сасанидски храм у коме се првобитно налазио адур и анахид ардакшир („ватра Анахид-Ардашира“) и где је Јездигерд III (владао 632–651) крунисан за последњег сасанидског краља. Међутим, према Метју Чанепу, археолошки докази показују да је џамија саграђена у 7. веку за време арапске надмоћи, те да због тога није дошло до преобраћања сасанидског храма у џамију. Ел Макдиси је такође приметио да се претпоставља да је џамија првобитно била храм ватре, у коме су „коришћени комади резбарије из Персеполиса“.
Хладна клима региона створила је нагомилавање снега на врху дворца Истахр, који се заузврат растопио у цистерну која садржи брану. Ову брану је основао Адуд ел Давла (владао 949-983.) Да би створио одговарајуће резервоар воде за гарнизон дворца. Према савременом извору, Бујид Абу Калиџар (владао 1024–1048) је нашао огромне количине сребра и скупоцених драгуља сачуваних у дворцу, када  се успењао у њега са сином и проценитељем. Златна медаља Адуда ел Давле, датирана 969/70. године, на којој је приказан како носи круну сасанидског стила, можда је створена у Истахру.
Последњи нумизматички докази о Истахру, који означавају његов дворац, а не сам град, датирају из 1063. године. Дотични новчић кован је по налогу Расултегина, опскурног селџучког принца  Фарса. Међутим, Бивар напомиње да неки новчићи који се приписују другим подручјима Фарса могу у ствари бити кованице из Истахра. Према Бивару, који своје аргументе заснива на списима Ибн ел Атира, благајна Истахра је чувала благо ранијих династија. Ибн ел Атир је написао да је, када је селџучки султан Алп Арслан (владао 1063-1072) освојио замак Истахр 1066/7. године, његов гувернер њему уручио драгоцену чашу са натписом митског иранског краља Џамшида. Истахр је такође држао Кал е је Шекасте, који је функционисао као градска продавница текстила, и Кал е је Ошконван, градску оружарницу. Иако се чини да су локације ових тврђава релативно удаљене од унутрашњег  језгра Истахра, у средњевековном добу су их „сматрали као унутрашњи део града Истахра“.
У завршним годинама Бујида Абу Калиџара, везир се укључио у спор са локалним власником земље Истахра. Абу Калиџар је заузврат послао војску у Истахр под Кутулмишом која је уништила и опљачкала град. Истахр се никад није опоравио и постао је село са „не више од стотину становника“.
1074. године, за време владавине Селџука, побуњеник по имену Фадлуја стекао је контролу над провинцијом Фарс и утврдио се у дворцу Истахра. Низам ел Мулк, познати везир Селџучког царства, опсео је тврђаву. Фадлуја је заробљен и затворен у тврђави и погубљен годину дана касније када је покушао да побегне. У каснијим периодима дворац се често користио "као државни затвор за високе званичнике и принчеве".

### Период након тога
Тако је  1590. године, замак Истахр , како се извештава, још увек у добром стању и насељен. Нешто касније, побуњени сафавидски генерал затекао се у дворцу. Потом га је опсео сафавидски шах ("краљ") Абас Велики (владао 1588–1629), што је резултирало уништењем дворца. Према италијанском путнику Пиетру дела Вали, који је посетио Истахр 1621. године, био је у рушевинама.

## Ископавања
У првој половини 20. века Истакхр је помно истраживао Ернст Херзфелд, а затим тим са Универзитета у Чикагу, који је водио Ерик Шмит. Француски двојац Еуген Фландин и Паскал Косте крајем 1840. године  датирао је рушевине Истахра у много ранији период од оног који је утврђен током ископавања из 20. века.

## Белешке
1. ↑  The native Old Persian name for Persepolis and Persis was Parsa.[3][4]